# Radar (automobilismo)

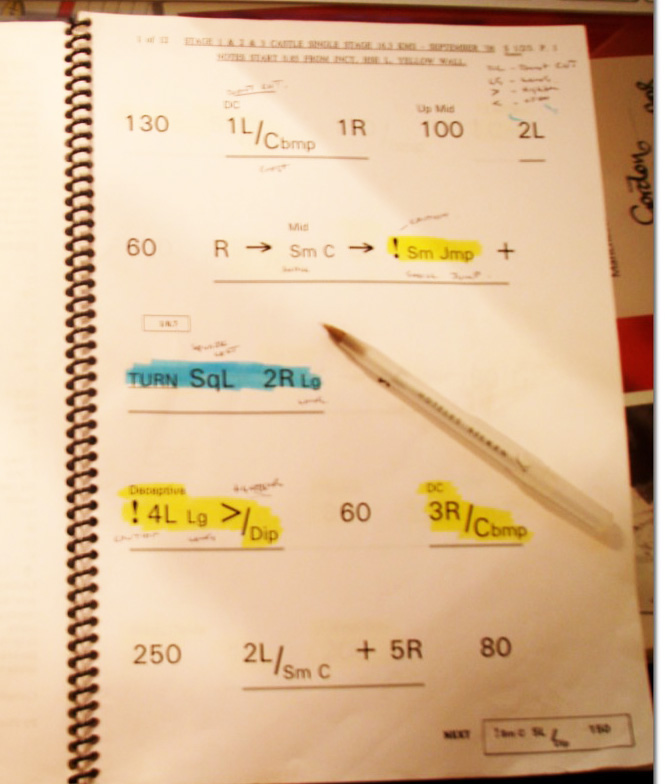
Vista di una pagina di Road book

Il radar, o road book, è un libretto rilegato che indica, in forma grafica, la strada da percorrere ai concorrenti di un rally. Viene distribuito dagli organizzatori della gara il primo giorno utile delle ricognizioni autorizzate.
All'interno del radar vengono date tutte le informazioni necessarie per raggiungere le prove cronometrate, con la specifica delle distanze da percorrere, la distanza percorsa, i vari riferimenti, la distanza rimanente. Vengono riportati anche le medie orarie da tenere ed eventuali avvertenze.
Si tratta dello strumento con cui il navigatore, dopo averlo completato con i suoi appunti in fase di ricognizione, riesce a comunicare al suo pilota le giuste istruzioni per la condotta dell'autovettura in gara.